# Campeonato de Segunda División 1933 (Argentina)
El Campeonato de Segunda División 1933 fue la trigésima quinta temporada de la Segunda División y de la segunda categoría del fútbol argentino en la era amateur. Inició el 7 de mayo y terminó el 26 de noviembre.
Debido a la reducción de equipos en la Primera División-Sección A en 1931 y al retiro de varios equipos en las categorías de ascenso, durante 1932, la AAF determinó una reestructuración para la temporada de 1933 que consistió en la eliminación de la Primera División-Sección B y de la División Intermedia; y que la Segunda y Tercera División retornaran a segunda y tercera categoría, respectivamente.
Al certamen se incorporaron 5 equipos de la Primera División B, 15 equipos promovidos de la División Intermedia y 3 equipos de Segunda División.
El torneo coronó campeón al Ramsar Sport Club, tras igualar por 2 a 2 ante Marplatense en la última fecha del triangular final.
En la Liga Argentina de Football, debido a que solo existía una categoría de primeros equipos, no hubo torneo de segunda categoría.

## Incorporados y relegados
| Pos  | Ascendidos a Primera División 1933 |
| ---- | ---------------------------------- |
| 1.º  | Dock Sud                           |
| G. 1 | Palermo                            |
| G. 2 | Acassuso                           |
| Pr.  | General San Martín                 |
| Pr.  | Gutenberg                          |

| Incorporados de Primera División B |
| ---------------------------------- |
| 25 de Mayo                         |
| Gimnasia y Esgrima (L)             |
| La Paternal                        |
| Progresista                        |
| San Telmo                          |

| Promovidos de División Intermedia 1932 |
| -------------------------------------- |
| Bella Vista                            |
| Boulogne                               |
| Central Argentino                      |
| Defensores de Santos Lugares           |
| Florida                                |
| Lomas                                  |
| Los Andes                              |
| Marplatense                            |
| Martínez                               |
| Olivos                                 |
| Porteño de Morón                       |
| Ramsar                                 |
| San Miguel                             |
| Villa Ballester                        |

| Promovidos de Segunda División 1932 |
| ----------------------------------- |
| Estrella Blanca                     |
| Huracán de Lanús                    |

| Pos  | Equipos descendidos de Primera División 1932 |
| ---- | -------------------------------------------- |
| 17.° | No hubo                                      |

| Pos  | Equipos descendidos |
| ---- | ------------------- |
| 12.° | Unión               |
| 13.° | San Fernando        |
| 14.° | Albión              |

| Equipos desafiliados |
| -------------------- |
| Balcarce             |

## Sistema de disputa
Los equipos fueron divididos en 3 grupos: 2 de 7 equipos y 1 de 8 equipos, que luego se redujo a 7. Cada uno se resolvió bajo el sistema de todos contra todos a 2 ruedas. El mejor de cada grupo accedió a la Fase final.
Fase final
Fue disputada bajo el sistema de todos contra todos a 2 ruedas. Consagró al campeón, que obtuvo el único ascenso.

## Fase de grupos

### Grupo 1
| Pos. | Equipo                       | Pts. | J  | G  | E | P  | GF | GC | DG |
| ---- | ---------------------------- | ---- | -- | -- | - | -- | -- | -- | -- |
| 1°   | Ramsar                       | 20   | 12 | 10 | 0 | 2  | 20 | 12 | 8  |
| 2°   | Bella Vista                  | 16   | 12 | 7  | 2 | 3  | 28 | 12 | 16 |
| 3°   | San Miguel                   | 13   | 12 | 6  | 1 | 5  | 15 | 19 | -4 |
| 4°   | Defensores de Santos Lugares | 12   | 12 | 6  | 0 | 6  | 15 | 17 | -2 |
| 5°   | Liniers                      | 11   | 12 | 4  | 3 | 5  | 11 | 14 | -3 |
| 6°   | La Paternal                  | 10   | 12 | 4  | 2 | 6  | 9  | 15 | -6 |
| 7°   | Porteño de Morón             | 2    | 12 | 0  | 2 | 10 | 5  | 14 | -9 |

|  | Clasificado a la Fase final. |

#### Resultados
| Jornada 1        | Jornada 1 | Jornada 1   | Jornada 1 |
| Local            | Resultado | Visita      | Fecha     |
| ---------------- | --------- | ----------- | --------- |
| Liniers          | 1 - 1     | Bella Vista | 7 de mayo |
| La Paternal      | 2 - 1     | Ramsar      | 7 de mayo |
| Porteño de Morón | 0 - 1     | San Miguel  | 7 de mayo |

| Jornada 2                    | Jornada 2 | Jornada 2   | Jornada 2  |
| Local                        | Resultado | Visita      | Fecha      |
| ---------------------------- | --------- | ----------- | ---------- |
| Defensores de Santos Lugares | 1 - 0     | La Paternal | 14 de mayo |
| Ramsar                       | 2 - 1     | Bella Vista | 14 de mayo |
| San Miguel                   | 1 - 1     | Liniers     | 14 de mayo |

### Grupo 2
| Pos. | Equipo            | Pts. | J  | G  | E | P | GF | GC | DG  |
| ---- | ----------------- | ---- | -- | -- | - | - | -- | -- | --- |
| 1°   | 25 de Mayo        | 21   | 12 | 10 | 1 | 1 | 23 | 12 | 11  |
| 2°   | Florida           | 16   | 12 | 7  | 2 | 3 | 13 | 10 | 3   |
| 3°   | Central Argentino | 11   | 12 | 4  | 3 | 5 | 11 | 18 | -7  |
| 4°   | Olivos            | 10   | 12 | 4  | 2 | 6 | 18 | 10 | 8   |
| 5°   | Villa Ballester   | 9    | 12 | 3  | 3 | 6 | 9  | 6  | 3   |
| 6°   | Martínez          | 9    | 12 | 3  | 3 | 6 | 10 | 12 | -2  |
| 7°   | Boulogne          | 8    | 12 | 4  | 0 | 8 | 4  | 20 | -16 |

|  | Clasificado a la Fase final. |

### Grupo 3
| Pos. | Equipo                 | Pts. | J  | G  | E | P  | GF | GC | DG  |
| ---- | ---------------------- | ---- | -- | -- | - | -- | -- | -- | --- |
| 1°   | Marplatense            | 21   | 12 | 10 | 1 | 1  | 18 | 7  | 11  |
| 2°   | Gimnasia y Esgrima (L) | 14   | 12 | 6  | 2 | 4  | 17 | 14 | 3   |
| 3°   | Progresista            | 13   | 12 | 6  | 1 | 5  | 15 | 10 | 5   |
| 4°   | Lomas                  | 11   | 12 | 5  | 1 | 6  | 16 | 15 | 1   |
| 5°   | Estrella Blanca        | 11   | 12 | 4  | 3 | 5  | 11 | 10 | 1   |
| 6°   | Los Andes              | 11   | 12 | 5  | 1 | 6  | 13 | 20 | -7  |
| 7°   | Huracán (L)            | 3    | 12 | 1  | 1 | 10 | 11 | 25 | -14 |
| —    | San Telmo              | —    | —  | —  | — | —  | —  | —  | —   |

|  | Clasificado a la Fase final. |

## Fase final

### Tabla de posiciones
| Pos. | Equipo      | Pts. | J | G | E | P | GF | GC | DG |
| ---- | ----------- | ---- | - | - | - | - | -- | -- | -- |
| 1°   | Ramsar      | 5    | 4 | 2 | 1 | 1 | 6  | 9  | -3 |
| 2°   | 25 de Mayo  | 4    | 4 | 1 | 2 | 1 | 8  | 3  | 5  |
| 3°   | Marplatense | 3    | 4 | 0 | 3 | 1 | 5  | 7  | -2 |

|  | Campeón. Ascendió a Primera División. |

### Resultados
| Fecha 1       | Fecha 1     | Fecha 1   | Fecha 1    |
| Fecha         | Local       | Resultado | Visitante  |
| ------------- | ----------- | --------- | ---------- |
| 15 de octubre | Marplatense | 0 - 0     | 25 de Mayo |
| Libre: Ramsar |             |           |            |

| Fecha 2            | Fecha 2    | Fecha 2   | Fecha 2   |
| Fecha              | Local      | Resultado | Visitante |
| ------------------ | ---------- | --------- | --------- |
| 22 de octubre      | 25 de Mayo | 6 - 0     | Ramsar    |
| Libre: Marplatense |            |           |           |

| Fecha 3           | Fecha 3     | Fecha 3   | Fecha 3   |
| Fecha             | Local       | Resultado | Visitante |
| ----------------- | ----------- | --------- | --------- |
| 5 de noviembre    | Marplatense | 1 - 3     | Ramsar    |
| Libre: 25 de Mayo |             |           |           |

| Fecha 4         | Fecha 4    | Fecha 4   | Fecha 4     |
| Fecha           | Local      | Resultado | Visitante   |
| --------------- | ---------- | --------- | ----------- |
| 12 de noviembre | 25 de Mayo | 2 - 2     | Marplatense |
| Libre: Ramsar   |            |           |             |

| Fecha 5            | Fecha 5 | Fecha 5   | Fecha 5    |
| Fecha              | Local   | Resultado | Visitante  |
| ------------------ | ------- | --------- | ---------- |
| 19 de noviembre    | Ramsar  | 1 - 0     | 25 de Mayo |
| Libre: Marplatense |         |           |            |

| Fecha 6           | Fecha 6 | Fecha 6   | Fecha 6     |
| Fecha             | Local   | Resultado | Visitante   |
| ----------------- | ------- | --------- | ----------- |
| 26 de noviembre   | Ramsar  | 2 - 2     | Marplatense |
| Libre: 25 de Mayo |         |           |             |